# Trest smrti v Kyrgyzstánu
Trest smrti v Kyrgyzstánu byl zrušen v roce 2007. Dne 5. prosince 1998 prezident Askar Akajev ustanovil dvouleté moratorium na popravy, které bylo následně každoročně obnovováno. Dne 27. června 2007 prezident Kurmanbek Bakijev podepsal zákon, kterým se změnil kyrgyzský trestní zákoník a také se zrušil trest smrti. Byla upravena i ústava Kyrgyzstánu, která od své změny zaručuje, že "nikdo v Kyrgyzské republice nemůže být zbaven života".